# إيدا غارذارسدوتير
إيدا غارذارسدوتير (بالآيسلندية: Edda Garðarsdóttir) من مواليد 15 يوليو 1979، هي مدربة كرة قدم ولاعبة كرة قدم سابقة آيسلندية دربت مؤخرا نادي ريكيافيك للسيدات في بطولة آيسلندا لكرة القدم للسيدات. منذ بداية لعبها لءول مرة في عام 1997 شاركت في 100 مباراة دولية لمنتخب آيسلندا لكرة القدم للسيدات وتنافست في نهائيات بطولة أمم أوروبا للسيدات 2009 التي أقيمت في فنلندا.
إيدا مثلية الجنس وتعتبر من الرياضيات المثليات القلة الذين أعلنوا عن مثليتهم الجنسية وخاصة في رياضة كرة القدم.

## المسيرة الكروية
بعد لعبها مع فريق محلي في الدنمارك التحقت إيدا بجامعة ريتشموند في فيرجينيا في الولايات المتحدة ولعبت كرة القدم في الكلية لفريق «عناكب ريتشموند».
من عام 2009 حتى عام 2012 لعبت إيدا، في مركز لاعبة الوسط في النادي في فريق محلي في السويد. انتقلت مع أولينا غوذبييرغ فيذارسدوتير إلى قسم السيدات في نادي تشيلسي الذي ينشط في الدوري الإنجليزي الممتاز للسيدات في يناير 2013. وكشفت في مقابلة أجرتها في مايو 2013 أن قواعد النادي تمنع اللاعبين السيدات من التحدث إلى زملائهم الذكور، إلا إذا كان اللاعب الذكر قد بدأ المحادثة. في يوليو/تموز غادر الثنائي تشيلسي وتعاقدتا مع نادي فالور في وطنهما آيسلندا.

## المسيرة الدولية
كانت إيدا جزءًا من منتخب آيسلندا لكرة القدم للسيدات ما بين سنتي 1999 و2013.
عندما قام مدرب المنتخب الوطني بتعيين فريق أيسلندا في بطولة أمم أوروبا للسيدات 2013 في يونيو 2013، كانت إيدا غائبة بشكل واضح عن القائمة.

## الحياة الخاصة
إيدا مثلية الجنس وتعتبر من الرياضيات المثليات القلة الذين أعلنوا عن مثليتهم الجنسية وخاصة في رياضة كرة القدم.
في يونيو/حزيران 2012، أنجبت شريكتها أولينا غوذبييرغ فيذارسدوتير وهي لاعبة كرة قدم ايسلندية مثلية الجنس أول طفل لهما، وهي طفلة أنثى.

## الإنجازات
- بطلة آيسلندا 6 مرات.
- حائزة على كأس آيسلندا 5 مرات.
- حائزة كأس السويد مرة واحدة.

## التكريمات
- لاعبة العام في نادي ريكيافيك للسيدات في عام 2004.
- لاعبة العام مرتين في نادي بريدابليك في عامي 2005 و 2006.

## روابط خارجية
- إيدا غارذارسدوتير على موقع الاتحاد الدولي (مؤرشف)  (الإنجليزية)
- إيدا غارذارسدوتير على موقع الاتحاد الأوربي (الإنجليزية)
- إيدا غارذارسدوتير على موقع اتحاد السويد (السويدية)
- إيدا غارذارسدوتير على موقع قاعدة بيانات كرة القدم.إي يو (الإنجليزية)
- إيدا غارذارسدوتير على موقع Soccerway.com (الإنجليزية)
- إيدا غارذارسدوتير على موقع عالم كرة القدم.نت (الإنجليزية)